# Recensement du Pérou de 1993
Le recensement du Pérou de 1993 est un dénombrement détaillé de la population péruvienne effectué le 11 juillet 1993 par l'Institut National de Statistique et d'Informatique du pays. So nom complet en espagnol est « IX Censo de Población y IV de Vivienda », c'est-à-dire le « 9e recensement de la population et des ménages ». Selon ce recensement, la population totale du Pérou est de 22 048 356 habitants.

## Population
Selon le recensement de 1993, la population totale du Pérou est de 22 048 356 habitants. 50,3% de ceux-ci sont des femmes tandis que 49,7% sont des hommes.

## Langues
Selon le recensement de 1993, 89,5% de la population péruvienne utilise principalement l'espagnol. 16,5% de la population parlent le quechua à la maison, 2,3% l'aymara, 0,7% une autre langue indigène et 0,2% une langue étrangère.

## Éducation
Selon le recensement de 1993, le taux d'analphabétisme dans le pays est de 15%.